# کلیسای قدیمی پتییویسی
کلیسای قدیمی پتییویسی (انگلیسی: Petäjävesi Old Church) کلیسای چوبی پتییویسی، درفنلاند قرار دارد. این کلیسا بین سال‌های ۱۷۶۳ و ۱۷۶۵ ساخته شده، هنگامی که تاواستیا هنوز بخشی از سوئد بود. برج ناقوس در سال ۱۸۲۱ ساخته شد. این کلیسا در سال ۱۹۹۴ به دلیل شهادت به معماری کلیساهای چوبی کشورهای نوردیک در فهرست میراث جهانی یونسکو ثبت شد.